# Villanova Marchesana
Villanova Marchesana là một đô thị ở tỉnh Rovigo ở vùng Veneto của Ý, có khoảng cách khoảng 60 km về phía tây nam của Venezia và khoảng 15 km về phía đông nam của Rovigo. Tại thời điểm ngày 31 tháng 12 năm 2004, đô thị này có dân số 1.109 người và diện tích là 18,2 km².
Đô thị Villanova Marchesana có các frazioni (các đơn vị cấp dưới, chủ yếu là các làng) Ca' de Rusco, Canalazzo, Canalnuovo, Capo di Sopra, Casette, Cisimatti, và Ponte.
Villanova Marchesana giáp các đô thị: Adria, Berra, Crespino, Gavello, Papozze.